# Turczaninowia
Turczaninowia ist eine russische Botanik-Zeitschrift, die vom Südsibirischen Botanischen Garten der Staatlichen Universität des Altaigebiets herausgegeben wird. Sie ist nach Nikolai Turtschaninow benannt. Alle Artikel erscheinen unter einer Creative Commons-Lizenz.